# Yoshitoki Ōima
Yoshitoki Ōima (jap. 大今 良時 Ōima Yoshitoki; ur. 15 marca 1989 w Ōgaki) – japońska mangaka, znana przede wszystkim z mang Kształt twojego głosu i Ku twej wieczności.

## Biografia
Ōima urodziła się 15 marca 1989 w Ōgaki jako trzecie dziecko. Ma starszą siostrę i starszego brata. Ze względu na pracę matki, która jest tłumaczką języka migowego, Ōima została zainspirowana do napisania mangi Kształt twojego głosu, przy której pomagały jej matka i siostra.
Jej pierwszą pracą była seria Mardock Scramble, będąca adaptacją powieści o tej samej nazwie napisanej przez Towa Ubukatę, wydana w latach 2009–2012. Była również odpowiedzialna za ilustrację sekwencji kończącej 9. odcinek Ataku Tytanów. Po sukcesie Kształtu twojego głosu Ōima pracowała wraz z innymi mangakami nad zbiorem one-shotów zatytułowanym Ore no 100-wame!!. W 2016 rozpoczęła pracę nad swoją trzecią serią – Ku twej wieczności.

## Twórczość
- Mardock Scramble (jap. マルドゥック・スクランブル Marudukku sukuranburu) (2009–2012)
- Kształt twojego głosu (jap. 聲の形 Koe no katachi) (2013–2014)
- Ore no 100-wame!! (jap. 俺の100話目!!) (2015, we współpracy z innymi mangakami)
- Ku twej wieczności (jap. 不滅のあなたへ  Fumetsu no anata e) (od 2016)

## Nagrody i nominacje
| Rok  | Nagroda                             | Kategoria                                                        | Nominacja             | Rezultat  | Źródło |
| ---- | ----------------------------------- | ---------------------------------------------------------------- | --------------------- | --------- | ------ |
| 2015 | Nagroda Kulturalna im. Osamu Tezuki | Nagroda dla debutanta                                            | Kształt twojego głosu | Wygrana   | [ 6 ]  |
| 2015 | Manga Taishō                        | Manga                                                            | Kształt twojego głosu | Nominacja | [ 7 ]  |
| 2016 | Nagroda Eisnera                     | Najlepsze amerykańskie wydanie materiału międzynarodowego — Azja | Kształt twojego głosu | Nominacja | [ 8 ]  |
| 2017 | Rudolph-Dirks-Award                 | Najlepszy scenariusz (Azja)                                      | Kształt twojego głosu | Wygrana   | [ 9 ]  |
| 2018 | Manga Taishō                        | Manga                                                            | Ku twej wieczności    | Nominacja | [ 10 ] |
| 2018 | Japan Expo                          | Daruma d’Or Manga                                                | Kształt twojego głosu | Wygrana   | [ 11 ] |
| 2018 | Japan Expo                          | Daruma de la Meilleure Nouvelle Série                            | Ku twej wieczności    | Wygrana   | [ 11 ] |
| 2018 | Max-und-Moritz-Preis                | Najlepszy komiks                                                 | Kształt twojego głosu | Nominacja | [ 12 ] |